# 马恩河畔马里
马恩河畔马里（法語：Mary-sur-Marne，法語發音：[maʁi syʁ maʁn] ⓘ）是法国法蘭西島大區塞纳-马恩省的一个市镇，属于莫城区。 

## 地理
马恩河畔马里（49°0'54"N, 3°1'44"E）面积2.22 平方千米，位于法国法蘭西島大區塞纳-马恩省，该省份为法国北部内陆省份，北起瓦兹省，西接埃松省、马恩河谷省、塞纳-圣但尼省和瓦兹河谷省，南至卢瓦雷省，东南接约讷省，东临马恩省和奥布省，东北接埃纳省。
与马恩河畔马里接壤的市镇（或旧市镇、城区）包括：奥凯尔、唐克鲁、泰鲁阿讷河畔孔日、伊勒莱梅尔德斯、乌尔克河畔利济。
马恩河畔马里的时区为UTC+01:00、UTC+02:00（夏令时）。

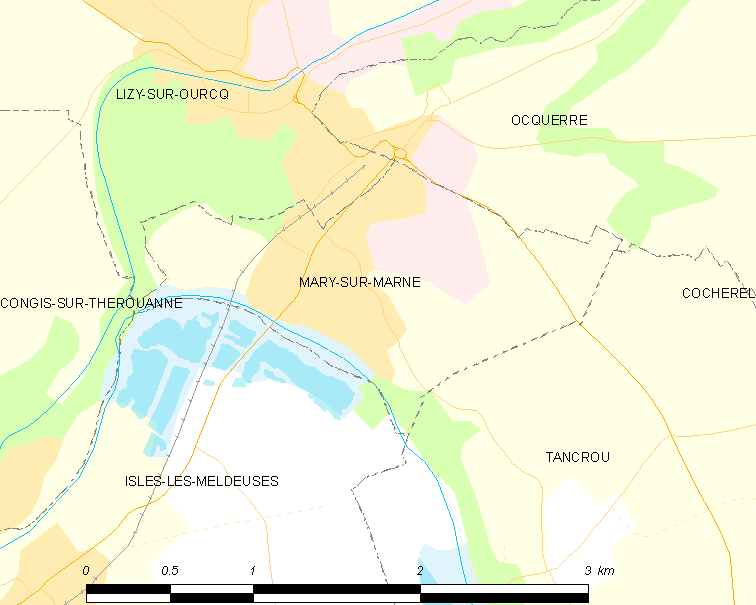
马恩河畔马里的OSM定位图

## 行政
马恩河畔马里的邮政编码为77440，INSEE市镇编码为77280。

## 政治
马恩河畔马里所属的省级选区为拉费泰苏茹阿尔县。

## 人口

1962-2008年间马恩河畔马里人口变化图示

马恩河畔马里于2022年1月1日时的人口数量为1135人。